# Carrozzeria Fissore
Fissore – włoskie przedsiębiorstwo branży motoryzacyjnej, działające w latach 1920 - 2000.

## Historia
Początki tej turyńskiej wytwórni karoserii sięgają 1920 roku. Założyło ją czterech braci Fissore - Antonio, Bernardo, Constanzo i Giovanni. Od pojazdów konnych przeszli do samochodów osobowych i ciężarowych. Projektowali i budowali nadwozia do samochodów sportowych i reprezentacyjnych Monteverdi, a także do terenowych pojazdów Safari. Wojskowy Militari zaczęto produkować po tym jak dzieci ojców założycieli wraz z jednym z członków dawnego kierownictwa zreorganizowały firmę i nadały jej nową nazwę Rayton Fissore. Ciągła zmiana kadry, rywalizacja i zatargi kilku pokoleń rodzinnych klanów, a także szok po kryzysach z lat 1973 i 1984 przyniosły fatalne rezultaty. Jednakże produkcja pojazdów przetrwała aż do końca stulecia. Mimo iż Rayton Fissore oficjalnie przestała istnieć w 1988 roku, to w latach 1988 - 1992 nadal funkcjonowała pod tą samą nazwą, a w latach 1998 - 2000 znana była jako Magnum Automobili.